# Arcisate
Arcisate és un municipi situat al territori de la província de Varese, a la regió de la Llombardia, (Itàlia).
Arcisate limita amb els municipis de Bisuschio, Cantello, Cuasso al Monte, Induno Olona, Valganna, Varese i Viggiù.

## Galeria

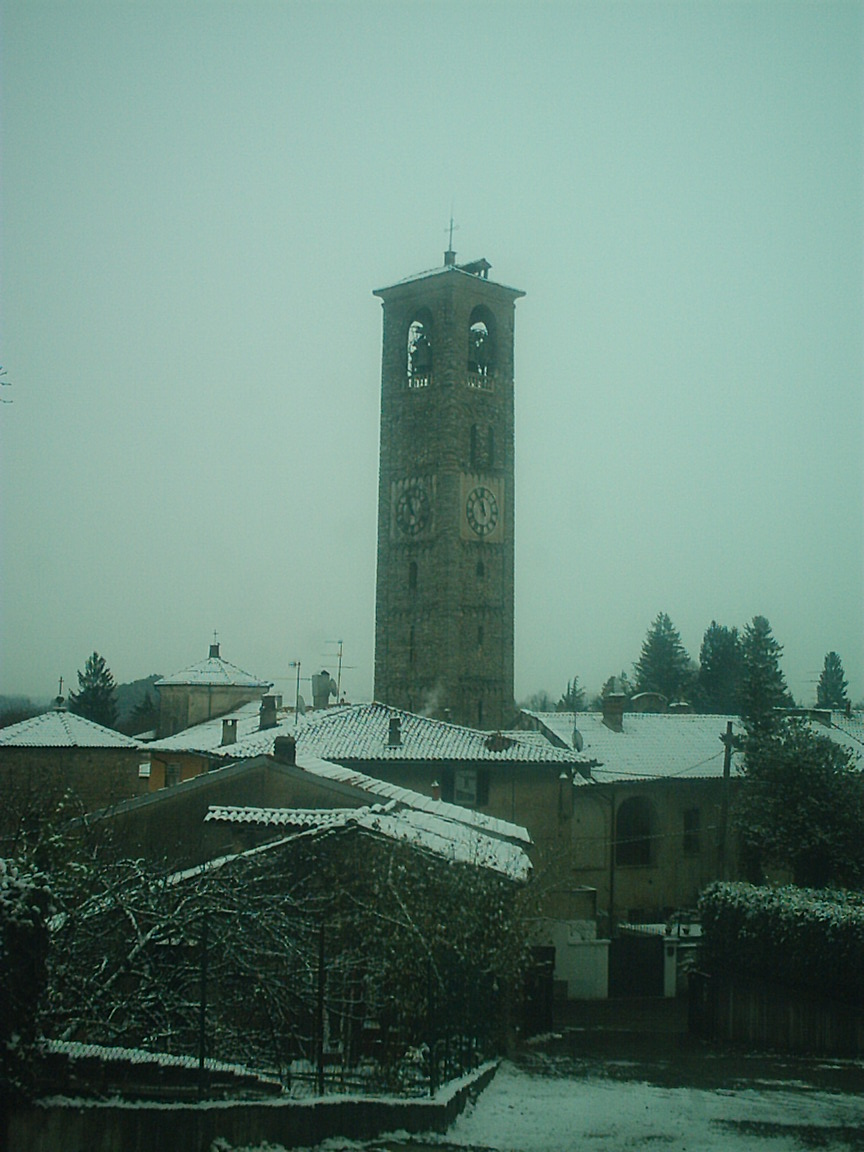
Campanar romànic de l'església de S.Vittore
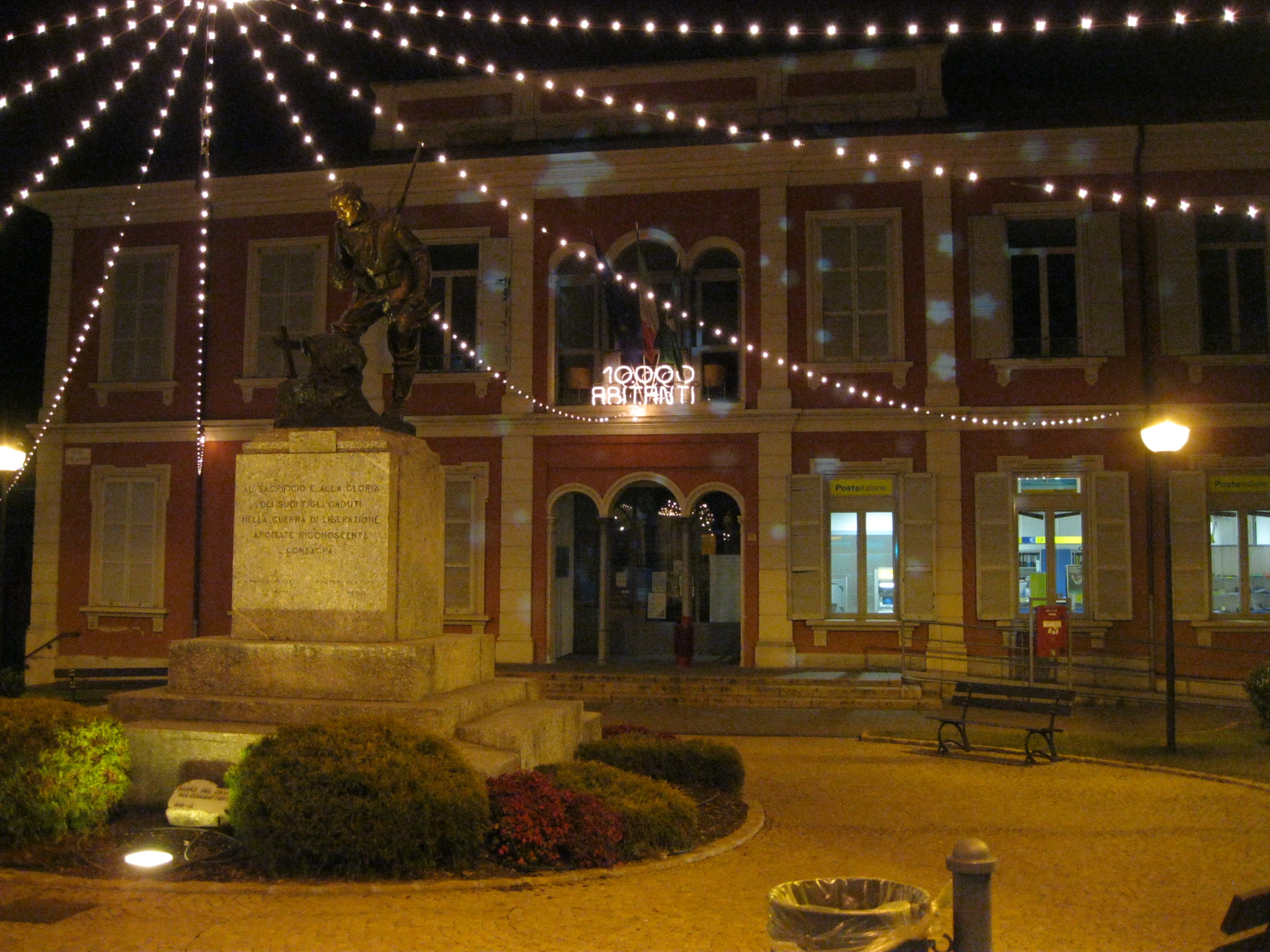
Plaça Gasperi celebrant els 10000 habitants